# Иманкулов, Эльдар Серикович
Иманкулов Эльдар Серикович — Казахстанский стрелок, член национальной сборной Республики Казахстан, серебряный призёр Кубка Мира 2024 года, Чемпион и призёр Чемпионата Азии 2021 года, победитель игр Дети Азии 2016 года, финалист Юношеских Олимпийских Игр 2018 года, финалист летней универсиады 2023 года

## Биография
Иманкулов Эльдар родился 16 июня 2001 года, в возрасте 14 лет начал заниматься пулевой стрельбой у Заслуженного тренера Республики Казахстан Насонова Геннадия Романовича. В 2021 году на чемпионате Азии по пулевой стрельбе стал победителем. В 2024 году стал серебряным призёром Кубка Мира.
На Юношеских Олимпийских Играх 2018 года стал четвертым
Рекордсмен Республики Казахстан

## Карьера
- Чемпионат Азии по стрельбе 2021 год город Шымкент — 🥇[1]
- Чемпионат Азии по стрельбе 2018 год город Эль-Кувейт — 🥉[2]
- Этап Кубка Мира по стрельбе 2021 год город Нью-Дели - 7 место[3]
- Этап кубка мира по стрельбе 2024 год город Баку —  🥈[4]
- Летняя универсиада 2021 город Чэнду — 4 место